# Kritiskt utrotningshotade språk
Kritiskt utrotningshotade språk (engelska: critically endangered) är de språk som riskerar att dö ut. Det är en underkategori till utrotningshotade språk.
Definitionen för statusen kritiskt utrotningshotad är att "de yngsta talarna finns i farfarsföräldrarnas generation och språket används inte för vardagliga interaktioner. Dessa äldre minns ofta bara en del av språket men använder det inte regelbundet, eftersom det finns få personer kvar att prata med". Till de kritiskt utrotningshotade språken hör till exempel parji med 51 216 talare och yarawi med 1 talare.
År 2009 var USA det land i världen med flest kritiskt utrotningshotade språk; dessa uppgick till 71 språk. Näst flest hade Brasilien med 45 språk i samma kategori.